# Дашина (гміна)
Гміна Дашина (пол. Gmina Daszyna) — сільська гміна у центральній Польщі. Належить до Ленчицького повіту Лодзинського воєводства.
Станом на 31 грудня 2011 у гміні проживало 4078 осіб.

## Площа
Згідно з даними за 2007 рік площа гміни становила 81,03 км², у тому числі:
- орні землі: 92 %
- ліси: 2 %

Таким чином, площа гміни становить 10,47 % площі повіту.

## Населення
Станом на 31 грудня 2011:
| Опис     | Загалом | Загалом | Чоловіки | Чоловіки | Жінки | Жінки |
| -------- | ------- | ------- | -------- | -------- | ----- | ----- |
| одиниця  | осіб    | %       | осіб     | %        | осіб  | %     |
| все      | 4078    | 100     | 1993     | 48,87    | 2085  | 51,13 |
| міське   | 0       | 100     | 0        |          | 0     |       |
| сільське | 4078    | 100     | 1993     | 48,87    | 2085  | 51,13 |

## Сусідні гміни
Гміна Дашина межує з такими гмінами: Вітоня, Ґрабув, Крошневіце, Кутно, Ленчиця, Ходув.